# Liste jüdischer Friedhöfe im Vereinigten Königreich
Die Liste jüdischer Friedhöfe im Vereinigten Königreich gibt bisher nur einen sehr kleinen Überblick zu jüdischen Friedhöfen (Jewish cemeteries) im Vereinigten Königreich: Es handelt sich um Friedhöfe, für die in Wikimedia Commons Fotos vorliegen oder in der englischsprachigen Wikipedia eigene Artikel. Die Sortierung erfolgt alphabetisch nach den Ortsnamen. Bisher existieren in der deutschsprachigen Wikipedia noch keine Artikel über jüdische Friedhöfe im Vereinigten Königreich.

## Liste der Friedhöfe
| Bezeichnung                                                           | Ort                                   | Bild           | Region                   | Weitere Informationen                |
| --------------------------------------------------------------------- | ------------------------------------- | -------------- | ------------------------ | ------------------------------------ |
| Jüdischer Friedhof (Brighton, Florence Place)                         | Brighton                              | weitere Bilder | East Sussex              | [ 1 ]                                |
| Jüdischer Friedhof (Brighton, Meadowview)                             | Brighton                              | weitere Bilder | East Sussex              | [ 2 ]                                |
| Jüdischer Friedhof (Ipswich)                                          | Ipswich (Lage)                        |                | East Anglia              |                                      |
| Jüdischer Friedhof (Kingston upon Hull)                               | Kingston upon Hull (Lage)             | weitere Bilder | East Riding of Yorkshire | [ 3 ]                                |
| Jüdischer Friedhof (Leeds)                                            | Leeds                                 |                | West Yorkshire           | [ 4 ]                                |
| Jüdischer Friedhof (Liverpool)                                        | Liverpool                             |                | Merseyside               | [ 5 ]                                |
| Alderney Road Jewish Cemetery                                         | London                                |                |                          | 1697                                 |
| Brady Street Jewish Cemetery                                          | London (Lage)                         |                |                          | 1761                                 |
| Edmonton Federation Cemetery                                          | London                                |                |                          |                                      |
| Fulham Road Jewish Cemetery                                           | London (Lage)                         | weitere Bilder |                          | 1815                                 |
| Kingsbury Road Jewish Cemetery                                        | London                                |                |                          | 1840                                 |
| Lauriston Road Jewish Cemetery                                        | London (Lage)                         |                |                          | 1780                                 |
| Mile End Road New Sephardi Cemetery                                   | London                                |                |                          | 1733                                 |
| Mile End Road Old Sephardi Cemetery                                   | London                                |                |                          | 1657                                 |
| Jüdischer Friedhof (Golders Green)                                    | London (Lage)                         | weitere Bilder |                          |                                      |
| Jüdischer Friedhof (Willesden)                                        | London (Lage)                         | weitere Bilder |                          | 1873                                 |
| Jüdischer Friedhof (West Ham)                                         | London (Lage)                         |                |                          | 1857                                 |
| Jüdischer Friedhof (Manchester) (Crumpsal Jewish Cemetery, Harpurhey) | Greater Manchester, Failsworth (Lage) |                | North West England       | 1884; siehe auch Juden in Manchester |
| Jüdischer Friedhof (Norwich)                                          | Norwich (Lage)                        | weitere Bilder | Norfolk                  | [ 6 ]                                |